# Popstar: Never Stop Never Stopping
Popstar: Never Stop Never Stopping es una película de comedia estadounidense dirigida por Akiva Schaffer y Jorma Taccone, y escrita por Andy Samberg, Schaffer y Taccone. La película está protagonizada por Samberg, Schaffer y Taccone como The Lonely Island, junto con Imogen Poots y Tim Meadows. La película fue estrenada el 27 de mayo de 2016, por Universal Pictures.

## Sinopsis
Cuando su nuevo disco resulta ser un fracaso, un extravagante artista afirma que está dispuesto a hacer lo que sea para subir de nuevo a la cima, excepto volver a compartir escenario con su antigua banda.

## Reparto
- Akiva Schaffer
- Jorma Taccone
- Andy Samberg
- Sarah Silverman[1]
- Tim Meadows[2]
- Imogen Poots[3]
- James Buckley como Sponge, un miembro de la comitiva de raperos.
- Snoop Dogg
- Carrie Underwood
- Usher
- 50 Cent
- Katy Perry
- Mariah Carey

## Producción

### Rodaje
El rodaje de la película comenzó el 14 de mayo de 2015, teniendo como título tentativo Conner4real.

## Estreno
La película fue estrenada el 3 de junio de 2016 por Universal Pictures.

## Recepción
La película ha recibido críticas positivas por parte de la crítica y la audiencia. En el portal de internet Rotten Tomatoes, la película posee una aprobación de 76%, basada en 118 reseñas, con una puntuación de 6.7/10 por parte de la crítica, mientras que de parte de la audiencia tiene una aprobación de 73%.
La página Metacritic le ha dado a la película una puntuación de 68 de 100, basada en 41 críticas, indicando "reseñas generalmente favorables". Las audiencias de CinemaScore le han dado una puntuación de "B" en una escala de A+ a F, mientras que en el sitio IMDb los usuarios le han dado una puntuación de 6.7/10, sobre la base de más de 30000 votos.